# Apel srpskom narodu
Apel srpskom narodu, dokument je koji je objavljen u listu Novo vreme, 13. kolovoza 1941. godine. U tome dokumentu javno je osuđen komunistički ustanak u okupiranoj Srbiji i narod pozvan na poštovanje okupatorovog poretka i mira. Apel je potpisalo ukupno 546 osoba. Jedan dio potpisnika objavljen je 13. kolovoza a ostatak popisa potpisnika objavljen je u istome listu sutradan, 14. kolovoza 1941. godine.

## O Apelu
Autor Apela bio je Velibor Jonić, komesar prosvjete u Komesarskoj upravi Milana Aćimovića.
Ideju za pisanje Apela dali su Nijemci, odmah nakon što je ustanak izbio, koncem srpnja 1941. godine. Time su željeli stvoriti utisak u javnosti kako je srpska inteligencija protiv ustanka. Tekst Apela napisao je Komesarijat prosvjete u Komesarskoj upravi, na čelu s Veliborom Jonićem i njegovim zamjenikom Vladimirom Velmar Jankovićem. U Apelu srpski narod je pozvan svim snagama zalagati se za red i mir, tvrdeći kako se samo tako može uspješno ostvariti nacionalna obnova domovine.
Zajedno s Apelom bio je napravljen i popis ljudi. Bile su to osobe iz znanosti, kulture, politike i javne osobe za koje je bilo planirano da ga potpišu. Popis je predat policiji i upravitelju grada Beograda Dragomiru Jovanoviću koji je pojedince s popisa pozvao u zgradu Općine gdje im je objašnjavao ratnu situaciju, posljedice nemira, govorio o represalijama koje će snaći Srbe ako ne pruže pomoć i dr. Oni koji ni nakon ovog uvjeravanja nisu htjeli potpisati bili su izloženi psihološkom pritisku, strahu od posljedica i izravnoj prisili.
Potpisnici Apela se prema društvenim kategorijama svrstavaju u tri skupine. Prvu skupinu činili su oni koji su surađivali s okupatorom poput Milana Aćimovića, Tanasija Dinića, Velibora Jonića, Ilije Paranosa i inih. Drugu činili su političari koji su i prije rata bili poznati kao pronjemački i profašistički orijentirani, kao što su Aleksandar Cincar Marković, Dimitrije Ljotić i ini. Treću skupinu predstavljali su ugledni znanstveni i javni djelatnici, kao filolog Aleksandar Belić, predsjednik Srpske kraljevske akademije znanosti, književnik Veljko Petrović, Milan Kašanin, više episkopa Srpske pravoslavne crkve i ini.
Unatoč svim pritiscima mnoge su javne osobe odbile potpisati ovaj Apel. Najpoznatiji među njima bili su Ivo Andrić, Miloš Đurić, Isidora Sekulić, Milivoje Kostić, Vojislav Radovanović i ini. Ostala je i poznata epizoda s profesorom Milošem Đurićem koji je uglednom profesoru i skladatelju Miloju Milojeviću[nedostaje izvor] koji ga je nagovarao na potpisivanje Apela, odgovorio riječima: "Lako je tebi, ti u diple sviraš, a ja svojim studentima etiku predajem". Profesor Đurić potom je, 1942. godine, umirovljen a poslije i zatočen u Banjičkom logoru.

## Potpisnici
Apel ima 546 potpisnika. Neki od njih su:
| - episkop niški dr. Jovan - episkop zvorničko-tuzlanski Nektarije - episkop budimljanski Valerijan, vikar njegove svetosti patrijarha Gavrila Dožića - dr Kosta Kumanudi, bivši predsjednik Narodne skupštine - dr Miroslav Spalajković, zastupnik u mirovini - Aleksandar Cincar-Marković, bivši ministar inozemnih poslova - Josif Kostić, senator i armijski general u mirovini - Petar V. Kosić, armijski general - dr. Velizar Janković, ministar u mirovini - Dragutin Pećić, bivši ministar - Aleksandar Mijović, bivši ministar - Milan Aćimović, bivši ministar - dr. Svetislav Popović, bivši ministar - Dušan Letica, bivši ministar - Dimitrije Ljotić, bivši ministar - Rista Jojić, bivši ministar - dr. Lazar Marković, bivši ministar - Živojin Rafajlović, bivši ministar i ban - Đura Janković, bivši ministar - Spasoje Piletić, bivši ministar - Panta Jovanović, bivši ministar - Vojislav Đorđević, bivši ministar - Vasa Jovanović, bivši ministar - Dušan Pantić, bivši ministar - Ugrin Joksimović, bivši senator - dr. Jovan Radonić, senator i član Srpske kraljevske akademije znanosti - Momčilo Janković, odvjetnik i bivši narodni zastupnik - Tasa Dinić, pukovnik i bivši narodni zastupnik - Đura Kotur, bivši senator - Milan Jovanović Stojimirović, bivši narodni zastupnik - Dragomir Stojadinović, bivši narodni zastupnik - dr. Aleksandar Belić, predsjednik Srpske kraljevske akademije znanosti - inž. Petar Micić, rektor Sveučilišta - Rusomir Janković, predsjednik Kasacionog suda - dr. Milan Radosavljević, guverner Narodne banke - Toma Rosandić, kipar i rektor Umjetničke likovne akademije - dr. Aleksandar Jovanović, rektor Gospodarsko-komercijalne škole - Petar Konjović, rektor Muzičke akademije - dr. Milosav Stojadinović, potpredsjednik Beogradske općine - dr. Jovan Mijušković, potpredsjednik liječničke komore - Vlada Ilić, predsjednik Industrijske komore - Veljko Petrović, književnik i član Srpske kraljevske akademije znanosti | - Đoka Jovanović, kipar i član Srpske kraljevske akademije znanosti - dr. Laza Stanojević, sveučilišni profesor - Velibor Jonić, profesor - dr. Mihailo Ilić, sveučilišni profesor - dr. Ljubomir Dukanac, sveučilišni profesor - dr. Miloš Moskovljević, profesor Više pedagoške škole - dr. Milan Kašanin, književnik i ravnatelj muzeja - dr. Svetislav Stefanović, liječnik i književnik - inž. Milosav Vasiljević, - dr. Kosta Luković, književnik i novinar - Jovan Tanović, novinar i predsjednik nakladničkog poduzeća „Politika“ - Jovan Tomić, sveučilišni profesor - Vladimir Velmar Janković, književnik - Đorđe Perić, novinar - Sima Pandurović, književnik - Ratko Parežanin, novinar - dr. Viktor Novak, sveučilišni profesor - dr. Milan Budimir, sveučilišni profesor - Stevan Stanković, tajnik Akademije likovne umjetnosti - Momir Veljković, upravnik Narodnog kazališta - dr. Miloš Trivunac, dekan i sveučilišni profesor - dr. Radivoj Kašanin, sveučilišni profesor - dr. Jovan Đorđević, sveučilišni profesor - dr. Jovan Erdeljanović, sveučilišni profesor i član Srpske kraljevske akademije znanosti - dr. Toma Živanović, sveučilišni profesor - dr. Miodrag Ibrovac, sveučilišni profesor - Vladeta Dragutinović, glumac Narodnog kazališta - Nikola Cvejić, operni pjevač - dr. Milan Vlajinac, sveučilišni profesor - dr. Vojislav Mišković, sveučilišni profesor - dr. Ivan Đaja, sveučilišni profesor u Beogradu - dr. Fehim Bajraktarević, sveučilišni profesor - dr. Jovan Lovčević, sveučilišni profesor - dr. Dušan Glumac, sveučilišni profesor u Beogradu - dr. Miloje Milojević, profesor Glazbene akademije - dr. Dušan Borić, sveučilišni profesor - dr. Jovan Tucaković, sveučilišni profesor - dr. Ilija Đuričić, sveučilišni profesor - dr. Radoslav Grujić, sveučilišni profesor - dr. Rastislav Marić, sveučilišni profesor |